# Audio-Visions
Audio-Visions è un album dei Kansas, prodotto dallo stesso gruppo e pubblicato nel 1980.

## Tracce
1. Relentless – 4:56 (Kerry Livgren)
2. Anything for You – 3:58 (Steve Walsh)
3. Hold On – 3:53 (Livgren)
4. Loner – 2:30 (Walsh)
5. Curtain of Iron – 6:12 (Livgren)
6. Got to Rock On – 3:21 (Walsh)
7. Don't Open Your Eyes – 4:05 (Phil Ehart, Dave Hope, Livgren, Walsh)
8. No One Together – 6:58 (Livgren)
9. No Room for a Stranger – 3:00 (Walsh, Rich Williams)
10. Back Door – 4:23 (Walsh)

Durata totale: 43:16

## Storia
Audio-Visions è il settimo album in studio della rock band americana Kansas, pubblicato nel 1980. L'album è stato ristampato in formato rimasterizzato su CD nel 1996.
La recente conversione di Kerry Livgren al cristianesimo si sente per la prima volta in questo album, principalmente nel testo di "Hold On", che è stato scritto come un appello a sua moglie a convertirsi. Quella canzone era l'ultima Top 40 della formazione originale, raggiungendo la posizione numero 40 come primo singolo dell'album. Il secondo singolo estratto dall'album, "Got to Rock On", è entrato in classifica al di fuori della Top 40, ed è stato anche pubblicato come singolo promozionale di soli 12", con una versione live della canzone sul lato B del singolo promozionale , tratto da un concerto live di ABC Radio "the Source" trasmesso da Chicago. Inoltre, un'altra tappa del tour Audio-Visions è stata trasmessa nel programma radiofonico "A Night on the Road", dal Palladium di New York.
Oltre a suonare quasi tutte le canzoni dell'album durante il tour, la band ha anche suonato una selezione ciascuno dai recenti album solisti di Livgren e Walsh. Mentre ogni canzone dell'album Monolith è stata suonata durante la prima parte del tour di Monolith nel 1979, nemmeno una singola canzone di Monolith è stata suonata durante il tour Audio-Visions.

## Recensioni
Rolling Stone diede una recensione clamorosamente negativa dell'album, definendolo "il prodotto musicalmente esagerato e liricamente fatuo, di un'arroganza collettiva andata in tilt", e riferendosi beffardamente a Kerry Livgren come "Kerry Liver". Sosteneva che la band avesse perso ogni direzione, con "Hold On" che era l'unica traccia non persa in ambizioni mal indirizzate. William Ruhlmann di AllMusic ha osservato retrospettivamente come "niente qui corrispondesse alla musica del periodo di massimo splendore della fine degli anni '70 del gruppo", probabilmente a causa del fatto che i due principali cantautori erano distratti dalle loro carriere soliste, con i Kansas "diventato un'occupazione part-time".

## Formazione
- Robby Steinhardt - violino, voce
- Rich Williams - chitarra
- Dave Hope - basso, voce
- Phil Ehart - batteria
- Kerry Livgren - organo, chitarra, pianoforte, chitarra ritmica, tastiere, voce, Moog
- Steve Walsh - organo, pianoforte, conga, tastiere, voce